# Wiener Linien
Wiener Linien (дос. ’Bečke linije’) ili gradsko saobraćajno preduzeće grada Beča je kompanija koja obavlja najveći deo javnog prevoza u gradu. Tu spadaju mreža tramvajskih i autobuskih linija, kao i 5 linija Bečkog metroa. 
Preduzeće Wiener Linien je prevezlo 803.6 miliona putnika 2008. godine od čega oko pola miliona mrežom podzemne železnice. Kompanija upošljava oko 8.000 ljudi.